# 김바울
김바울(1991년 9월 9일 ~ )은 대한민국의 성악가이다. 팬텀싱어 시즌3를 통해 탄생한 크로스오버 그룹 라비던스의 멤버로 활동중이다.

## 학력
- 경희대학교 성악과

## 방송
- 2019 《가스펠싱어》 (극동방송)
- 2020 《팬텀싱어 3》 (JTBC)

## 공연
- 2020 팬텀싱어3 갈라콘서트 (서울, , 부산)